# Tectitán
Tectitán – miasto w zachodniej Gwatemali, w departamencie Huehuetenango, około 100 km na zachód od stolicy departamentu, miasta Huehuetenango, oraz około 10 km od granicy państwowej z meksykańskim stanem Chiapas. Miasto leży w górach Sierra Madre de Chiapas na wysokości 1743 m n.p.m.
Według danych szacunkowych w 2012 roku liczba ludności miasta wyniosła 1155 mieszkańców.
Jest siedzibą władz gminy o tej samej nazwie, która w 2012 roku liczyła 8167 mieszkańców. Gmina jak na warunki Gwatemali jest bardzo mała, a jej powierzchnia obejmuje zaledwie 68 km².